# Zentralbank der Demokratischen Volksrepublik Korea
Koordinaten: 39° 0′ 40″ N, 125° 45′ 10″ ODie Zentralbank der Demokratischen Volksrepublik Korea (조선민주주의인민공화국중앙은행) ist die Zentralbank der demokratischen Volksrepublik Korea. Sie sitzt in der Hauptstadt Pjöngjang, im Dong Otan-dong des Stadtbezirkes Chung-guyŏk. Sie erfüllt die typischen Aufgaben einer Zentralbank.

## Geschichte
Das Institut wurde am 15. Februar 1946 gegründet. Am 6. Dezember 1947 führte man den Nordkoreanischen Won ein. Anfang Dezember 2009 führte man auf Anweisung der Regierung einen Währungsschnitt durch, der "neue Won" wurde für kurze Zeit zum Kurs 100:1 getauscht. Familien durften bis zum 6. Dezember 2009 max. 100.000 Won umtauschen, Beträge darüber nur stark abgewertet. Im Zeitraum zwischen dem 6. Oktober 2010 und 10. April 2011 begann der Bau des neuen Hauptstandortes, die Bauarbeiten waren zwischenzeitlich jedoch unterbrochen. Inzwischen ist das Gebäude fertiggestellt.
Im ganzen Land gibt es mehr als 220 Filialen.